# Aurel Vlaicu, Mureș
Aurel Vlaicu (în maghiară: Haufan) este o localitate componentă a municipiului Sighișoara din județul Mureș, România.